# Саївка (Кам'янський район)
Са́ївка — село в Україні, в Кам'янському районі Дніпропетровської області. Населення — 1 101 мешканець.

## Географія
Село Саївка знаходиться на лівому березі річки Саксагань на початку Макортівського водосховища. Вище за течією на відстані 0,5 км розташоване село Тернувате, нижче за течією на відстані 1 км знаходиться село Чумаки, на протилежному березі — впадає річка Лозуватка і розташовані села Іванівка і Саксагань. Через село проходить автомобільна дорога М04 (E50).

## Історія
- 1807 — дата заснування. Першими в село прибули 6 сімей з прізвищем Сай. Звідси походить назва села — Саївка. Село ділиться на такі частин:

- Баклажанівка. — Зайцівка(проживали селяни з прізвищем Зайцеви), — Євменівка (за іменем першопоселенця Євмена Сая) — Горбівка (жили селяни з прізвищем Горб)
1936 року в Саївці відкрито 7-річну школу. У Другій світовій війні брали участь 176 саївців, не повернулися додому 65 осіб. 10 жовтня 1943 року село визволено від німецько — фашистських загарбників. Кількість населення на 1 січня 1963 року становила 1546 осіб (920 жінок,626 чоловіків). 1961 року у селі побудовано кафе (чайну), продуктовий і промтоварний магазини.
- 9 листопада 2014 року у селі демонтовано пам'ятник Леніну.

## Населення

### Мова
Розподіл населення за рідною мовою за даними  перепису 2001 року:
| Мова            | Кількість | Відсоток |
| --------------- | --------- | -------- |
| українська      | 1030      | 93.55%   |
| російська       | 54        | 4.90%    |
| білоруська      | 12        | 1.09%    |
| угорська        | 2         | 0.18%    |
| інші/не вказали | 3         | 0.28%    |
| Усього          | 1101      | 100%     |

## Економіка
- ТОВ «Дія».

## Об'єкти соціальної сфери
- Школа.
- Дитячий садочок.
- Фельдшерський пункт.
- Будинок культури.
- Саївська сільська публічна бібліотека — філія № 26 Пятихатської ЦБС (завідуча Попельнуха Тетяна Іванівна)

## Відомі люди
- Вергун Яків Пантелеймонович (нар.1913 року — помер 30.07.1985 року) — Герой Радянського Союзу, педагог за фахом. Мав нагороди: ордени Леніна, Олександра Невського, Вітчизняної війни 2 ступеня, Червоної Зірки, медалі.
- Чопенко Олександр Анатолійович (1969—2018) — старший сержант Збройних сил України, учасник російсько-української війни.

## Інтернет-посилання
- Погода в селі Саївка

1. ↑  Рідні мови в об'єднаних територіальних громадах України — Український центр суспільних даних